# Ermita de San Miguel de Zuméchaga
La ermita de San Miguel de Zuméchaga, ermita de San Miguel de Zumetxaga o ermita de San Miguel de Zumintza en Munguía (Vizcaya, España) datada aproximadamente en el siglo XII, es un templo de una sola planta.
Se encuentra en el lugar de Tallu, en la ladera Este del monte Jata, junto al caserío Zumintza, entre robles y castaños.

## Descripción
Tiene una planta rectangular de 14,35 x 6,70 metros que se prolonga, a través de arco triunfal, en ábside de igual figura, ligeramente más estrecho.
Los muros, de notable grosor, se aparejan en mampostería vista con esquineros de sillería. En el muro meridional se abre una puerta de arco apuntado con tres arquivoltas. El ábside (lado oriental) tiene una ventana con arco apuntado y doble arquivolta, sostenida por dos columnas con capiteles románicos, uno con piñas y helechos entrelazados, y el otro con un motivo antropomórfico.
Tiene otros dos accesos de época posterior a la edificación de la fábrica original: Una puerta de arco apuntado y peraltado al Norte, y una puerta con arco de medio punto al Oeste.
Una espadaña de un vano con campana, rematada por tres cruces de piedra, se eleva sobre el muro del testero. La cubierta es a doble vertiente.
El pavimento es de baldosas de tierra cocida.

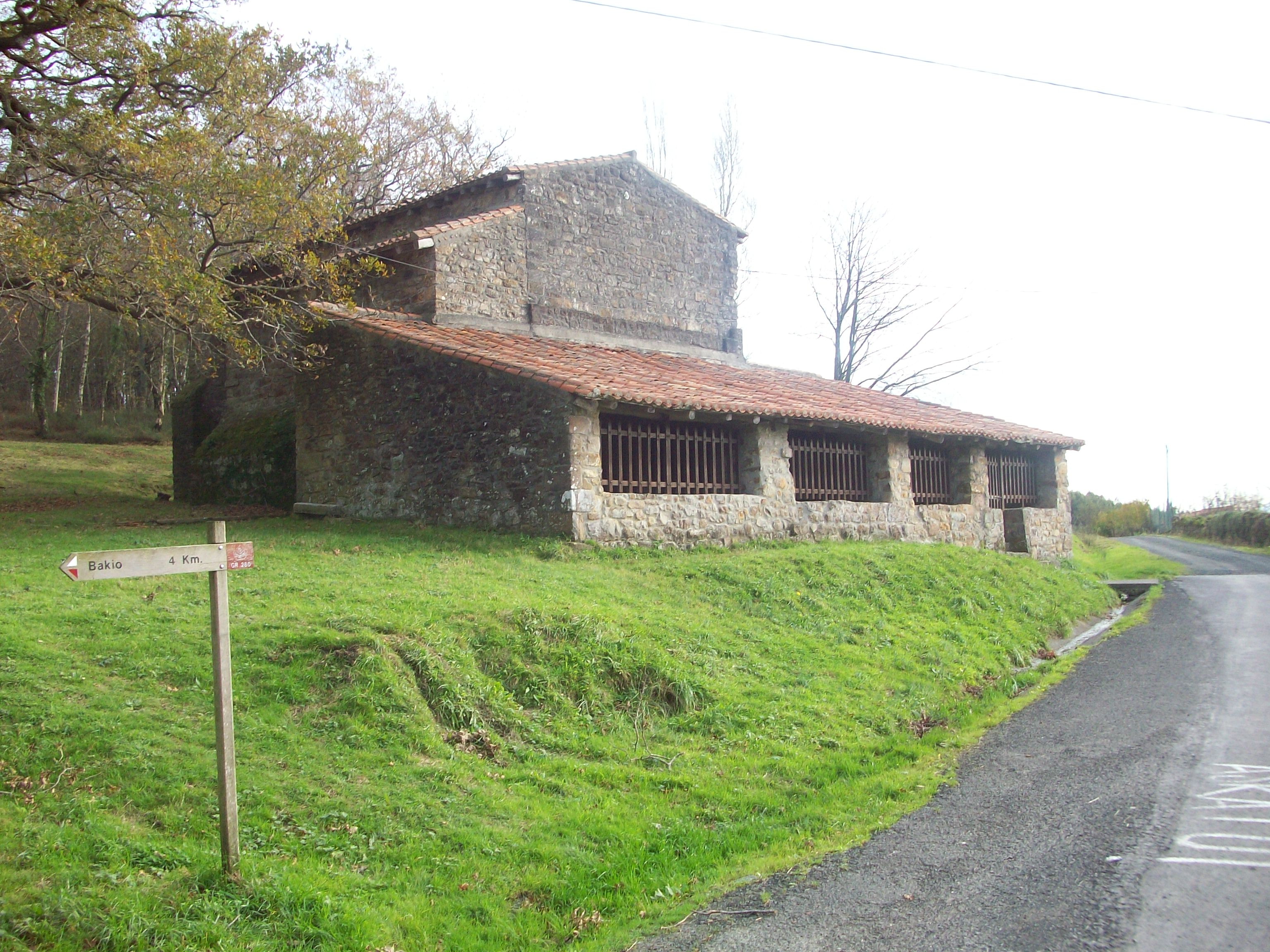
Pórtico

Al núcleo original de edificación se adosan en época posterior dos pórticos cerrados, uno situado a los pies (con grandes losas de piedra y banco adosado al muro) y otro en el ala del Evangelio (este último de menores dimensiones).